# Dastgah
Dastgāh (persisch دستگاه; wörtlich übersetzt: „Ort der Hand“, aber auch „System“, „Modus“, auch „Schema“, „Anlage“, „Instrument“, „Werkzeug“) ist ein unter anderem durch seine Tonabstände (Intervalle der zugrundeliegenden Tonleiter) charakterisiertes modales System in der traditionellen persischen Kunstmusik.
Es gibt prinzipiell sieben Dastgāhs (pers. Pl. dastgāh-hā) sowie fünf davon abgeleitete, Āwāz genannte weitere Modi (persisch متعلقات, DMG mota‘lleqāt, ‚die Zugehörigen‘). Daneben sind noch über 50 weitere Modusformen erhalten. Ein Dastgāh bzw. Āwāz ist ein durch seine tonale Substanz (der auch als Māye, persisch مايه, ‚Wesen, Grundlage‘, bezeichneten modalen Skala) und seine dazugehörigen Grundmelodien oder (Melodie-)Motive bzw. jeweils als Guscheh (persisch گوشه, DMG gūše, ‚Winkel, Ecke‘) im Sinne einer Art von Melodietypen, charakterisiertes System, auf dessen Basis der Musiker improvisiert und deren Tradition im Radif-System ihren Niederschlag fanden.
Jeder Dastgāh enthält sieben grundlegende Tonstufen (Makrointervalle; Ganz- und Halbtöne) und dazu viele variable Töne (Mikrointervalle; fälschlich „Vierteltöne“ genannt), die für die Verzierung (in der Vokalmusik als melismatisches taḥrīr bekannt) der Musik sowie zur Modulation verwendet werden. Jeder Dastgāh ist ein bestimmtes modales Variationsobjekt für die Entwicklung und vorbestimmt durch die vorhergehende Ordnung von Sequenzen. Dabei gibt es etwa 365 Guscheh genannte „atomare“ Melodien bzw. „melodische Ideen“ in Form von melodischen Linien mit bestimmten Motiven und Rhythmen, welche in einer Art „zyklischer Entwicklung“ (persisch تكامل, DMG takāmol) innerhalb eines Dastgāh aufeinanderfolgen. Ein Musiker lernt diese durch Erfahrung und Zuhören. Die ganze Sammlung von Guschehs in allen Dastgāhs wird Radif genannt. Während des Treffens des Inter-governmental Committee for the Safeguarding of the Intangible Heritage der Vereinten Nationen am 28. September 2009 in Abu Dhabi wurden Radifs offiziell in die UNESCO-Liste immateriellen Kulturerbes der Menschheit aufgenommen.
Der Dastgāh hängt mit dem Maqam der arabischen Musik, dem aserbaidschanischen Mugham, dem tadschikischen Schaschmaqom („sechs Maqame“) und dem uighurischen On Ikki Muqam („zwölf Maqame“) zusammen, wobei der Dastgah im Gegensatz zum Maqam und anderen nichtpersischen Konzepten immer formal an den Radif gebunden ist. Alle genannten Systeme haben ihre Wurzeln in der Musik der Sassaniden, die in der ganzen islamischen Welt aufgrund der arabischen Invasion im 7. Jahrhundert bekannt wurde. Theoretische Grundlagen des persischen Musiksystems finden sich ab dem 9. Jahrhundert vor allem in arabischsprachigen, zum Teil griechische Termini nutzenden, Werken (z. B. von al-Kindī, Al-Farabi oder Avicenna sowie Al-Masʿūdī, der – wie auch Ibn Chordadhbeh – bereits „sieben königliche Modi“, arabisch الطرق الملوكية, DMG aṭ-ṭuruq al-mulūkiyya, erwähnte).
Das (seit Safi ad-Din al-Urmawi traditionell) zwölfteilige System der Dastgāhs (bzw. gemäß Mirza Abdollah sieben Dastgahs und fünf davon abgeleiteten Awaz) und den darin enthaltenen Guschehs blieb nahezu unverändert, bis es im neunzehnten Jahrhundert festgeschrieben wurde, insbesondere durch Mīrzā ‘Abdollāh Farāhānī (1843–1918). Seit dieser Festschreibung wurde kein weiterer Dastgāh (und keine neue große Guscheh) entwickelt, da das vorhandene Modalrepertoire als „in sich vollkommen“ betrachtet wird. Deshalb benötigt ein Dastgah-Musiker keine neuen Modalformen, sondern er bezieht seine Melodien aus dem vorhandenen Repertoire, dem Radīf des Mīrzā ‘Abdollāh. Aber auf Grund seiner Improvisationsfähigkeit, die er aus der Atmosphäre im Augenblick der Musikausübung schöpft, entstehen neue Melodien, die das Publikum in Spannung versetzen.
Jeder Dastgāh wird mit einem spezifischen Gemütszustand (in der mittelalterlichen Musiktheorie und humoralpathologisch ausgerichteten Musiktherapie auch mit Elementen und Tierkreiszeichen des Zodiak) in Verbindung gebracht und dieser ist mitentscheidend für die im Rahmen einer Aufführung entstehenden und sich wechselseitig beeinflussenden Stimmungen bei Musizierenden und Zuhörern.

## Die Terminologie des Dastgāhs
In heute gebräuchlichen Klassifikationen des persischen Dastgāh-Systems, das sich ähnlich auch in anderen Musiktraditionen wie z. B. in der Musik Turkestans findet, werden Abū ‘aṭā, Afšārī, Bayāt-e tork und Daštī als Subklassen (pers. pl. mota‘alleqāt) des Dastgāhs Schur (persisch dastgāh-e schur) angesehen. Dasselbe gilt für den Bayāt-e eṣfahān als Subsystem (pers. sg. mot‘alleqe) des Dastgāhs Homāyun. Dadurch reduziert sich die Anzahl an grundlegenden Dastgāhs bzw. Dastgāh-Familien auf sieben. Die Subklassen im konventionellen System werden Āwāz (آواز), Naġme (نغمه) oder selten auch Māye (مايه) genannt, zuweilen auch „Molḥaqāt“ oder „Mota‘alleqāt“.
Jeder Dastgāh bzw. Āwāz hat einen Ton als melodischen Ausgangspunkt, der Schāhed (شاهد = „Zeuge“) genannt wird und als Rezitations- oder Repetitionston engräumig umspielt wird. Ein weiteres tonales Zentrum ist der Halteton īst (ايست), welcher das Ende eines Melodiebogens kennzeichnet, aber oft mit dem Schāhed identisch ist. Vor allem dieser Ton ist ein besonderes Erkennungsmerkmal eines Modus. Ein um ungefähr eine Vierteltonstufe alternierender Ton (persisch motaġayyer) innerhalb der Grundskala (Māye oder persisch auch gām, möglicherweise als Terminus technicus entlehnt von französisch gamme) kennzeichnet vor allem die beiden Mot‘alleqāt Afšārī und Daštī.
Die den Melodiebogen abschließende und die musikalische Spannung auflösende kadenzierende Melodieformel heißt Forūd (wörtl. „Landung“), da der Melodie-„Flugbogen“ wieder zur „Landung“ ansetzt und somit allmählich zur tonalen Ausgangsebene des betreffenden Dastgāhs zurückkehrt.

## Die Dastgāhs mit ihren Āwāz

### Tonskalen
Gegenüber den europäischen Tonskalen des Dur-Moll-Systems verfügt das in den Dastgahs verwendete iranische System über mehr Töne, was sich etwa bei der höheren Zahl an Bünden pro Oktave bei iranischen Lauten (etwa 16 Bünde für die erste Oktave) im Vergleich zu üblichen Gitarren (12 Bünde) zeigt. Das (temperierte) Dur-Moll-System hat folgenden Tonvorrat:
- C Cis D Dis E F Fis G Gis A Ais H

Dem iranischen System stehen theoretisch folgende Töne zur Verfügung:
- C C> Cis Dp D> Dis Ep E F F> Fis Gp G> Gis Ap A> Ais Bp B H>
  - Erläuterung: in den folgenden Skalen gilt B=H und Bb=B; is: um einen Halbton erhöht; b: um einen Halbton erniedrigt; p [„koron“]: um grob einen Viertelton (etwas genauer: um 2/3 eines Halbtons)[30] erniedrigt; > [„sori“]: um grob einen Viertelton (genauer: um 1/3 eines Halbtons) erhöht.

Aus diesem Tonvorrat werden folgende Tonskalen bzw. Dastgahs gebildet.
In Klammern exemplarisch dazugehörige – hier auf den Anfangston C transponierte – Tonskalen (bestehend aus zwei Tetrachorden), welche auch abhängig von Autor bzw. Komponist und musikalischem, örtlichen sowie zeitlichem Kontext variieren können.
- Schur شور (C Dp Eb F – G Ab Bb C; auch D Ep F G Ap Bb c d)
  - Āwāz-e Abu ʿAtā ابوعطا (C Dp Ep F> – Gp Ap Bp C)[33]
  - Āwāz-e Afschārī افشاری (C D Ep F – G A/Ab Bb C)
  - Āwāz-e Bayāt-e Tork بیات ترک (C D E F – G A Bp C)
  - Āwāz-e Daschtī دشتی
- Nawā (auch Nava) نوا (C D Eb F – G Ap Bb C; bzw. D Ep F G A Bb c d)
- Sehgāh سه‌گاه (C Dp Ep F – Gp Ap Bp C; auch: C D Ep F – G Ap Bb C; bzw. Ep F G Ap Bb c dp eb)[34][35]
- Tschahārgāh چهارگاه (C Dp E F – G Ap B C; bzw. G Ap H c dp e f)
- Homāyun همایون (C Dp E F – Ab Bb C; bzw. D Ep F G Ap H c d)
  - auch als eigene modale Systeme differenziert von Homāyun:[36][37]
  - Āwāz-e Bayāt-e Esfahān oder einfach Āwāz-e Esfahān اصفهان (C D Eb F – G Ap B/Bp C)
  - Schuschtari
- Māhur ماهور (C D E F – G A B C; bzw. G A H c d e f)
- Rāst-Pandschgāh (oder einfach Rāst)[38] راست‌ پنجگاه (wie Māhur; oder C D E F G A Bb c d[39]).

Ali-Naghi Vaziri unterteilte 1913 das Dastgāh-System in Bezug auf die tonale Verwandtschaft in lediglich vier Haupt-Familien (Dastgāh-hā-ye assli), wobei Sehgah auch als eigenständig betrachtet werden kann:
- Schur (mit Nawā)
- Tschahārgāh
- Homāyun
- Māhur (mit Rāst-Pandschgāh)

### Charakteristika der einzelnen Dastgāh-hā
- Schur („Gefühl“, „Emotion“): Die Intervallstruktur der für die iranische Musik charakteristischsten, ursprünglich (von Qutb ad-Din asch-Schirazi) auch Nowruz genannten, Skala von Dastgāh-e Schur ähnelt einer Molltonleiter, deren II. Stufe um einen „Viertelton“ erniedrigt ist.
  - Enthaltene Guschehs (hier nur Beispiele[42]): Pischdarāmad (eine Art Vorspiel) und Tschahārmezrāb (eine Art Intermezzo), Āwāz[43] (ein liedartiges Stück, meist ohne festes Metrum)[44][45], Gereyli, Husseini, Chārā, Mollā Nāzi.[46] Zu den kurzen Guschehs gehören Zirkesch-e Salmak (kurz Zirkesch) und Golriz, zu den langen Salmak (manchmal mit Zirkesch zu einer Guscheh verbunden), Razawi und Schahnāz.[47]
- Awāz-e Abu ’Atā (früher auch Awāz-e Dastān-e ‘Arab genannt): Als einer der vier „Satelliten“ von Schur (Molḥaqāt-e Schur)[48] hat diese Skala dieselbe tonale Basis wie Schur, aber einen heitereren Charakter.
  - Guschehs in Abu ’Atā: Tschahārmezrāb (mit Arche parane), Āwāz oder Sayachi, Hidschāz[49], Tschahār pāre[50], Gabri (mit abschließendem Forud).
- Āwāz-e Afschārī: Von ähnlich tragischem Charakter wie Schur, aber etwas weniger traurig.[51]
- Awāz-e Bayāt-e Tork (auch Bayāt-e Zand): Charakterisierende Melodiefiguren (Guscheh-hā) sind Schekasteh und Masnawi. Das Temperament dieses Dastgāh vermag es, „sowohl Frivolität und Sinnlichkeit als auch Religiosität und Enthaltsamkeit auszudrücken“, so dass sowohl weltliche Aufführungen dieses Modus stattfinden als auch die Anwendung durch den Muezzin beim Ruf zum Gebet sowie in den Gesängen der Derwische.[52][53]
- Āwāz-e Daschtī: etwa 10 Guschehs enthaltend.
- Āwāz-e Bayāt-e Kord: Große „Guscheh“ (enthält die kleinen Guschehs Hadschi Hoseyni, Baste-negār, Katār und Korāi[54]) innerhalb von Schur, Merkmale der namensgebenden kurdischen Musik enthaltend und sehr Daschti ähnelnd.[55]
- Nawā: Bereits von Avicenna beschriebener und seither unverändert tradierter Modus von ruhigem und meditativem Charakter.[37]
- Sehgāh: Viele 3/4-Ton-Intervalle enthaltend; im Orient weit verbreiteter, dem europäischen Hörempfinden jedoch ungeläufiger Modus.
- Māhur: Die Skala von Dastgāh-e Māhur (verbunden mit der Empfindung von Heiterkeit und Fröhlichkeit) entspricht bezüglich ihrer Intervallstruktur der „abendländischen“ Durtonleiter. Māhur enthält etwa 50 Guschehs.
- Rāst(-Pandschgāh): Zu persisch rāst (‚gerade, recht, einfach, direkt, ordentlich‘), tonal sehr ähnlich aufgebaut wie Māhur. Pandschgāh ist der Name einer kleinen Guscheh.[56]
- Tschahārgāh (von persisch tschahār, ‚vier‘, ursprünglich bezogen auf die vierte Stufe der Skala): Guschehs sind, ähnlich wie bei Sehgāh, Darāmad, Zābol, Hesār, Mochālef, Muye, Maghlub und Mansuri.[57]
- Homāyun (‚glückverheißend‘,[58] so benannt seit dem 14. Jahrhundert) entspricht in seiner Grundform einer Molltonleiter und ist auch in der Türkei und in Aserbaidschan verbreitet.[37] Dazugehörige Guschehs (etwa 40) sind beispielsweise Bāwi (ein weniger als 15 Sekunden dauerndes Motiv), Tschakāwak (‚Lerchengesang‘) und Bīdād (‚Ungemach‘)[59] sowie Oschāq, Leylī wa Madschnūn und die längerdauernde, auch unabhängig von Homayun vorgetragene, Guscheh Schuschtari.[60]
- (Āwāz-e) Bayāt-e Eṣfahān (benannt nach der Stadt Isfahan): Mota‘alleqe des Dastgāhs Homāyun, wird als klagend und melancholisch wahrgenommen[61] und ähnelt dem harmonischen Moll, allerdings mit einer um einen „Viertelton“ erhöhten VI. Stufe und von etwas weniger düster-traurigem Charakter als Homāyun.[37]